# Cecilia González
Cecilia González Spátola (Montevideo, 1973) es una presentadora y productora uruguaya.
Fue encargada de contenidos nacionales de Canal 4 y produjo el programa La noticia y su contexto.
Además tuvo a su cargo la producción de la mañana de TVU donde realizó el ciclo Historias invisibles.